# Armadillo haedillus
Armadillo haedillus är en kräftdjursart som beskrevs av Barnard 1968. Armadillo haedillus ingår i släktet Armadillo och familjen Armadillidae. Inga underarter finns listade i Catalogue of Life.